# Heliotropium arguzioides
Heliotropium arguzioides là loài thực vật có hoa trong họ Mồ hôi. Loài này được Kar. & Kir. mô tả khoa học đầu tiên năm 1842.